# Liste der Wappen der Gemeinde Kleinich
Diese Liste zeigt die Wappen der Ortsteile der Gemeinde Kleinich im Hunsrück. Am 8. November 1962 erhielten alle damals noch eigenständigen Gemeinden mit Ausnahme von Thalkleinich die Genehmigungsurkunde vom rheinland-pfälzischen Innenministerium. Weil Thalkleinich damals nicht zum Amt Bernkastel-Land gehörte, erhielt die Gemeinde bei dieser Gemeinschaftsaktion kein Wappen. Das Wappen Thalkleinichs wurde, als die Gemeinde Kleinich Fahnen mit den aufgedruckten Wappen bestellte, privat entworfen und ist vom Land Rheinland-Pfalz nicht genehmigt.

## Wappen
| Ortsteil     | Wappen               | Blasonierung (Beschreibung)                                                                                                  | Anmerkungen (Erklärung) |
| ------------ | -------------------- | --- | --- |
| Emmeroth     | Wappen Emmeroths     | Geteilt; Schildhaupt dreireihig geschacht von Silber und Rot, darunter in Grün eine liegende goldene Wolfsangel.             | Das Schachbrettmuster zeigt die ehemalige Zugehörigkeit zur Grafschaft Sponheim. Die grüne Farbe weist auf Landwirtschaft, der Forsthaken auf Forstwirtschaft hin.                      |
| Fronhofen    | Wappen Fronhofens    | In Grün eine goldene Wolfsangel begleitet von silbernen Geweihstangen.                                                       | Die grüne Farbe weist auf Landwirtschaft, der Forsthaken auf Forstwirtschaft und die Geweihstange auf Wild hin. Das Querstäbchen verleiht dem Haken Ähnlichkeit mit dem Buchstaben „F“. |
| Götzeroth    | Wappen Götzeroths    | Gespalten; vorn Grün mit Rodehacke, hinten in Silber ein grüner Eichenzweig.                                                 | Die grüne Farbe weist auf Landwirtschaft, der Eichenzweig auf Forstwirtschaft hin. Die Rodehacke deutet auf die Endsilbe „-roth“.                                                       |
| Ilsbach      | Wappen Ilsbachs      | In Grün ein silberner Pfahl im Wellenschnitt, darin ein grünes I.                                                            | Die grüne Farbe weist auf Landwirtschaft hin. Der Wellenpfahl deutet auf die Endsilbe „-bach“, das „I“ auf den Anfangsbuchstaben.                                                       |
| Kleinich     | Wappen Kleinichs     | Geschacht in Silber und Rot, darin übereinander Schwert und zweibeiniger Tisch.                                              | Das Schachbrettmuster zeigt die ehemalige Zugehörigkeit zur Grafschaft Sponheim. Tisch und Schwert weisen auf die Kleinicher Hochgerichtsheide hin.                                     |
| Oberkleinich | Wappen Oberkleinichs | Grün mit zweireihig geschachtem Schräglinksbalken von Silber und Rot, hinten schräglinksverschoben eine silberne Pflugschar. | Das Schachbrettmuster zeigt die ehemalige Zugehörigkeit zur Grafschaft Sponheim. Die grüne Farbe und die Pflugschar weisen auf Landwirtschaft hin.                                      |
| Pilmeroth    | Wappen Pilmeroths    | In Sichelschnitt gespalten, vorn in Silber ein schwarzes Stierzeichen, hinten grün.                                          | Die grüne Farbe und der Sichelschnitt weisen auf Landwirtschaft, das Tierkreiszeichen Stier auf Viehzucht hin.                                                                          |
| Thalkleinich | Wappen Thalkleinichs | Über grünem Schildfuß, darin eine silberne Wassermühle, dreireihig geschacht von Silber und Rot.                             | Das Schachbrettmuster zeigt die ehemalige Zugehörigkeit zur Grafschaft Sponheim. Die grüne Farbe weist auf Landwirtschaft, die Mühle auf dieselben im Ort hin.                          |